# یواس‌اس اودم (ای‌پی‌دی-۷۱)
یواس‌اس اودم (ای‌پی‌دی-۷۱) (به انگلیسی: USS Odum (APD-71)) یک کشتی بود که طول آن ۳۰۶ فوت (۹۳ متر) بود. این کشتی در سال ۱۹۴۴ ساخته شد.